# Carl Melchior
Carl Melchior (Hambourg, 13 octobre 1871 – 30 décembre 1933) est un juriste et juge allemand qui fit carrière dans le monde bancaire et fut vice-président de la Banque des règlements internationaux.

## Carrière
En 1900, Carl Melchior devient conseiller juridique de la banque M. M. Warburg & Co. de Hambourg. Au cours de la Première Guerre mondiale il sert dans un régiment bavarois de l'armée impériale et est grièvement blessé à Metz à la suite d'une chute de cheval. Après sa guérison, il travaille pour le gouvernement allemand ; à partir de 1919, il est conseiller dans le cadre des négociations économiques et financières de la conférence de Paris. Après l'entrée en vigueur du traité de Versailles, l'Allemagne fait face à de nombreuses difficultés économiques.
En 1921, Carl Melchior estime qu'il serait prudent pour l'Allemagne d'accepter le plan des réparations qu'il jugeait impossible : « Nous pouvons traverser les deux ou trois premières années grâce à des emprunts à l'étranger. À l'issue de cette période, les nations étrangères auront réalisé que ces paiements massifs ne peuvent être effectués que moyennant d'énormes exportations allemandes qui ruineront le commerce de l'Angleterre et des États-Unis, de sorte que les créditeurs viendront d'eux-mêmes vers nous afin de demander des modifications [aux plans de réparation] ».
Au cours de la décennie, Melchior joue un rôle prééminent dans les longues négociations et reçoit une reconnaissance internationale pour sa maîtrise des enjeux financiers et légaux. Ayant noué des relations avec John Maynard Keynes lors de la conférence de Paris, il sert de relais à ce dernier qui deviendra un conseiller officieux du gouvernement allemand pour les réparations de guerre.
Devenu associé de la banque M. M. Warburg & Co, Carl Melchior est l'un des cofondateurs de la société hambourgeoise du Maroc, créée pour soutenir les exploitations minières allemandes au Maroc et développer les activités économiques dans un pays dominé par les intérêts des milieux d'affaires français. En 1922, Melchior est nommé président du conseil de surveillance de la société pharmaceutique Beiersdorf AG. Compte tenu de son influence croissante dans la communauté économique allemande, Melchior est nommé, en 1926, représentant de l'Allemagne auprès du comité des finances de la Société des Nations, dont il devient le président en 1928. Après la création de la Banque des règlements internationaux en 1930, il est membre de son conseil d'administration puis vice-président. Juif et membre du Parti démocrate allemand, il est forcé à la démission en 1933 par le régime nazi, avec le consentement silencieux de ses collègues.

## Vie privée
Carl Melchior a épousé la romancière française Marie de Molènes (d), dont il a eu un fils posthume Charles Melchior de Molènes. Selon les historiens Robert et Isabelle Tombs, devenu amant de  Keynes, il l'aurait influencé dans la rédaction de son livre Les Conséquences économiques de la paix pour affirmer que l'Allemagne ne pouvait payer le montant des réparations prévues par le Traité de Versailles. Souffrant de problèmes cardiaques au cours des dernières années de sa vie, il décède 30 décembre 1933 des suites d'un accident vasculaire cérébral.

## Postérité
En 1984 l'université hébraïque de Jérusalem a créé la chaire de politique internationale Carl Melchior Chair et, en 1999, le centre Carl Melchior Minerva.